# Brachyiulus bosniensis
Brachyiulus bosniensis är en mångfotingart som beskrevs av Karl Wilhelm Verhoeff 1897. Brachyiulus bosniensis ingår i släktet Brachyiulus och familjen kejsardubbelfotingar. Utöver nominatformen finns också underarten B. b. carynthiacus.